# Никулин, Сергей Петрович
Сергей Петрович Никулин (род. 29 августа 1954 года) — директор АО «Корпорация „Московский институт теплотехники“» Федерального космического агентства.

## Биография
В 1976 г. закончил Московский авиационный технологический институт, а в 1986 г. — Московский институт управления.

### Завод «Вымпел»
Трудовой путь С. П. Никулина начался в 1976 г. на Московском машиностроительном заводе «Вымпел», где он с должности помощника мастера, прошел все ступени инженерных и руководящих должностей и в 1993 году возглавил ОАО "Московский машиностроительный завод «Вымпел».
В 1993—2009 годах — генеральный директор ОАО "Московский машиностроительный завод «Вымпел». Около 200 единиц оборудования различных ракетно-космических комплексов (в том числе и по международным программам МКС, «Морской старт», «Сесат», «Иридиум», а также по национальным программам «Космос», «Салют», «Мир», «Прогноз», «Бриз-М», «Рокот», «Фрегат», «Стрела») были изготовлены, испытаны и введены в эксплуатацию под руководством и при непосредственном участии Никулина. За личный творческий вклад в реализацию космических программ и проектов он награждён «Знаком Королёва», а в декабре 2002 года — грамотой командующего ракетными войсками стратегического назначения. Абсолютный победитель Московского конкурса «Менеджер года — 2000», победитель Российского конкурса «Менеджер года — 2000» в номинации «Промышленность».
Кроме космической тематики, под руководством С. П. Никулина на заводе был разработан и освоен выпуск нового рентгенодиагностического оборудования, которое нашло применение в медицинских учреждениях России и ближнего зарубежья.

### Московский институт теплотехники
В сентябре 2009 г. назначен директором Московского института теплотехники. В настоящее время — генеральный директор АО "Корпорация «МИТ».
С. П. Никулин уделяет большое внимание и оказывает повседневную поддержку проводимым МИТ и кооперацией организаций-соисполнителей опытно-конструкторским и научно-исследовательским работам по основной тематике, и в первую очередь ОКР, запланированным государственным оборонным заказом. К ним относятся ОКР по таким ракетным комплексам, как РК с ракетой «Ярс», РК с ракетой морского базирования «Булава-30» и другие.
```
Генеральным  директором  ОАО  «Корпорация “МИТ”» С.П.Никулиным успешно  реализуются  многочисленные  функции  по  координации  и  управлению разработкой, обеспечением  изготовления, своевременной  поставкой, вводу  в эксплуатацию  и  дальнейшему  сопровождению  в  процессе  эксплуатации всей обширной номенклатуры техники РВСН, в том числе ПГРК «Ярс».
```

Из представления на награждение Государственной премией РФ

## Награды
- Заслуженный машиностроитель Российской Федерации
- Почетная грамота Правительства Российской Федерации (26 августа 2014) — за большой вклад в развитие отечественной ракетно-космической промышленности и многолетний добросовестный труд
- Лауреат Государственной премии Российской Федерации